# Château Vandamme
Le château Vandamme ou château du général Vandamme situé sur le territoire de la commune de Cassel, dans le département français du Nord.
Le château est un bâtiment classé monument historique, aménagé, restauré, agrandi et embelli par Dominique-Joseph-René Vandamme, général d'Empire, comte d'Unsebourg, pair de France et grand aigle de la Légion d'honneur.

## Historique

### Achat
Le château est acheté par le général le 13 pluviôse an II (1er février 1794). Il s'agit d'un ancien bien ecclésiastique confisqué à Pierre-Alexandre de Magnac et déclaré propriété nationale pendant la Révolution,. Vandamme le baptise « La Frégate » en raison de son architecture unique en forme de bateau.

### Pillages
Le château fut pillé plusieurs fois par des ennemis et des foules en colère. En février 1814, après la campagne de Russie, le Général russe Geismar envoie ses cosaques piller le château. Sans doute une vengeance des exploits militaires de Vandamme en Russie où plus de trois cent mille francs avaient été dérobés. Le pillage s'est déroulé en deux temps, le premier jour seulement des victuailles furent volés, mais le deuxième jour, le château fut saccagé et incendié. En août 1815 une foule d'habitants envahit la propriété et se contenta de dérober du vin sans oser toucher au château. Le mois suivant, une même foule envahit de nouveau le domaine, sous demande du maire ; l'armée fut obligée d'intervenir pour éviter les débordements.
Plusieurs témoignages mettent en avant la beauté des lieux : comme celui de Hyacinthe Corne, rapporté par le journaliste Michel Marcq dans le journal "La Voix du Nord" le 2 juin 1983.

### Classement
Le château a été classé comme Monument historique par arrêté du 6 novembre 1980. 

### Le château auXXIesiècle
L'état du château est débord jugé « critique »  par les associations, puis « en péril » selon le Cercle impérial des Flandres. En effet, le château a été mis en vente en 2017 à la suite de la mort du propriétaire. En 2021, les associations sont impuissantes face à sa dégradation progressive puisque pour bénéficier des subventions dues aux monuments historiques, il faudrait que ces associations soient propriétaires des lieux, ou que le propriétaire lui-même manifeste son accord pour un réaménagement. Ces associations sont donc à la recherche de donateurs, plusieurs cagnottes en lignes sont disponibles, et d'investisseurs prêts à se lancer et à ouvrir le lieu au public. 
En attendant, le château poursuit sa « lente agonie », il est la proie de la végétation, les fenêtres sont murées, les murs dépeints et fissurés, le toit est effondré par endroit,  les animaux et les squatteurs sont les seuls à occuper le domaine. Malgré tout, une résistance régionale s'organise pour sauver ce lieu riche en histoire.

## Aménagement
Vandamme transforme complètement le vieux bâtiment bourgeois au fil des années. En 1810 il fait rajouter un étage comportant des fenêtres en forme de hublots et des extrémités arrondies qui lui donnent l’aspect d’un navire. Par beau temps, on peut apercevoir au nord les côtes anglaises grâce à un belvédère. Ces ajouts et constructions sont uniques à l'époque. Ce sont ces particularités qui ont donné le nom au château. Du côté sud, une colonnade est surmontée d'un fronton orné de l'aigle impérial. À l'intérieur, les décors sont somptueux, composés de marbres, boiseries et tapisseries. L'extérieur est tout autant magnifique, le jardin dessiné à l'anglaise a longtemps émerveillé les visiteurs. Sa pente offre une vue dégagée sur la région des Flandres,.